# Kobylí Hlava

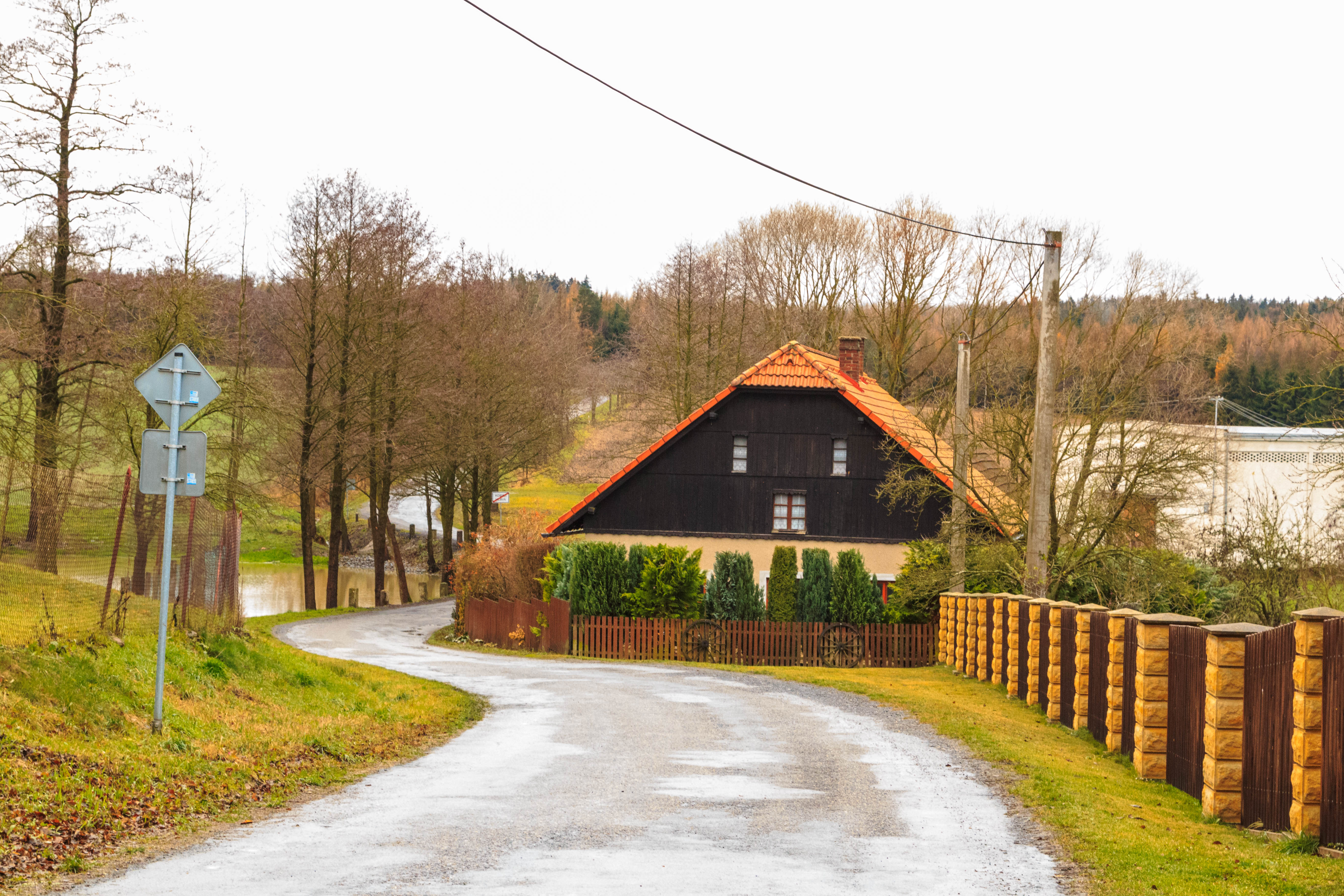
Haus Nr. 6

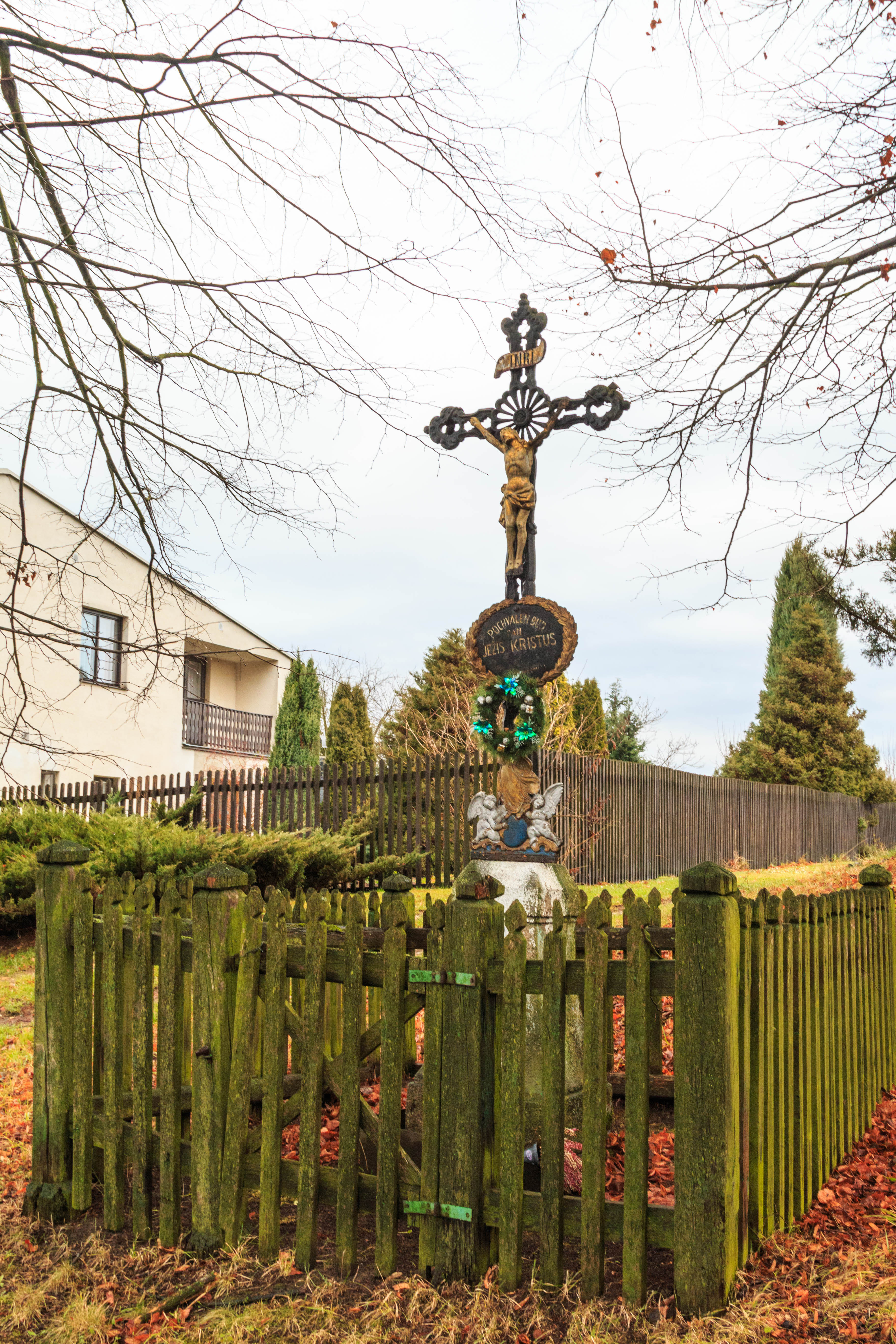
Kreuz

Kobylí Hlava (deutsch Kobilihlawa, 1939–45 Roßhaupt) ist ein Ortsteil der Stadt Golčův Jeníkov in Tschechien. Er liegt vier Kilometer südwestlich von Golčův Jeníkov und gehört zum Okres Havlíčkův Brod.

## Geographie
Kobylí Hlava befindet sich am Oberlauf des Baches Brslenka in der Hornosázavská pahorkatina (Hügelland an der oberen Sázava). Südlich des Dorfes erhebt sich die Horní bahna (Spitzfeld, 501 m n.m.).
Nachbarorte sind Budka, Římovice, Hajárna, Vohančice und Golčův Jeníkov im Norden, Olšinky, Nasavrky, Klášter, Černá Pila und Sychrov im Nordosten, Zhoř, Frýdnava und Fabiánka im Osten, Rybníček, Haberský Dvůr und Habry im Südosten, Kysibl, Mlýn Kysibl und Lubno im Süden, Hrbolka, Okrouhlík, Chrtníč, Radinov, Štěpánov und Leština u Světlé im Südwesten, Nová Ves u Leštiny und Kamenná Lhota im Westen sowie Chlumek, Statek, Dolík, Vlkaneč und Kozohlody im Nordwesten.

## Geschichte
Die erste schriftliche Erwähnung des Dorfes erfolgte 1390, als Radoslav von Kobileyhlaw und dessen Brüder Kuneš von Číhošť und Maršík von Tuněchod die Kirche in Číhošť beschenkten. Zeitweilig wurde das Dorf auch Míchov bzw. Mnichov genannt. Im 16. Jahrhundert kam das Dorf zum Gut Jenikau. Ab 1600 gehörte Kobylí Hlava zur Feste Nové Vohančice und ab 1638 wieder zur Herrschaft Jeníkov. Im Jahre 1708 wurde das Dorf dem Gut Hostačov zugeschlagen und mit diesem in der Mitte des 18. Jahrhunderts Teil der Herrschaft Goltsch-Jenikau.
Im Jahre 1840 bestand das im Caslauer Kreis gelegene Dorf Kobilihlawa bzw. Kobyly Hlawa aus 34 Häusern, in denen 218 Personen, darunter drei protestantische und eine jüdische Familie lebten. Im Ort gab es ein herrschaftliches Jägerhaus. Nach Kobilihlawa konskribiert waren die Einschichten Chlumek (ein dominikaler Meierhof und ein dominikales Jägerhaus) und Pyla (drei Häuser). Pfarrort war Jenikau. 1847 kaufte die Gemeinde eine Glocke Ave Maria. Bis zur Mitte des 19. Jahrhunderts blieb Kobilihlawa der Herrschaft Goltsch-Jenikau untertänig.
Nach der Aufhebung der Patrimonialherrschaften bildete Kobylíhlava ab 1849 einen Ortsteil der Gemeinde Chrtníč im Gerichtsbezirk Habern. Ab 1868 gehörte der Ort zum Bezirk Časlau. 1869 hatte Kobylí Hlava 300 Einwohner und bestand aus 40 Häusern. Im Jahre 1900 lebten in Kobylí Hlava 257 Menschen, 1910 waren es 289. 1919 löste sich Kobylí Hlava von Chrtníč los und bildete eine eigene Gemeinde. 1930 hatte Kobylí Hlava 282 Einwohner und bestand aus 45 Häusern. Seit der Gebietsreform von 1960 gehört das Dorf zum Okres Havlíčkův Brod. 1961 erfolgte die Eingemeindung nach Golčův Jeníkov. Beim Zensus von 2001 lebten in den 52 Häusern des Dorfes 75 Personen.

## Ortsgliederung
Der Ortsteil Kobylí Hlava besteht aus den Grundsiedlungseinheiten Dolík (Dolik, früher Pyla) und Kobylí Hlava (Kobilihlawa). Zu Kobylí Hlava gehören zudem die Einschichten Chlumek und Statek (Cyhelna).
Der Ortsteil bildet einen Katastralbezirk.

## Sehenswürdigkeiten
- Gusseisernes Kreuz